# Акман, Кюбра
Кюбра Акман (тур. Kübra Akman; род. 13 октября 1994, Изник, ил Бурса, Турция) — турецкая волейболистка, центральная блокирующая.

## Карьера
Волейбольная карьера Кюбры Акман началась в 2006 году, когда в 12-летнем возрасте она была включена в состав молодёжной команде клуба «Нилюфер» из Бурсы, за которую выступала в течение четырёх следующих лет. В сезоне 2010/11 она начала играть уже в основной команде «Нилюфера», дебютировав в ведущем дивизионе чемпионата Турции. В 2011 выиграла свою первую медаль, дойдя с командой до финала Кубка Турции. В 2013 году перешла в стамбульский «Вакыфбанк», за который выступала на протяжении 10 сезонов, став за это время в её составе 6-кратной чемпионкой Турции, 5-кратным победителем розыгрышей Кубка и 4-кратным обладателем Суперкубка страны, 4-кратной чемпионкой мира среди клубов, 4-кратным победителем Лиги чемпионов ЕКВ. В 2023 заключила контракт с «Тюрк Хава Йоллары».
В 2011 году включена в состав юниорской сборной Турции, став с ней сначала чемпионкой Европы, а затем и мира. Оба турнира проходили в Турции, соответственно в мае и августе 2011 года. В 2012 Акман выиграла золотую медаль на молодёжном чемпионате Европы в Турции, а затем дебютировала за главную национальную команду в Евролиге. Всего же составе сборной Турции участвовала в Олимпийских играх 2020, в чемпионате мира 2014, становилась чемпионкой (2023) и призёром (2017 и 2019) чемпионатов Европы, победителем Евролиги 2014 и первых Европейских игр 2015.

### Клубная карьера
- 2006—2010 —  «Нилюфер» (Бурса) — молодёжная команда;
- 2010—2013 —  «Нилюфер» (Бурса);
- 2013—2023 —  «Вакыфбанк» (Стамбул);
- 2023—2024 —  «Тюрк Хава Йоллары» (Стамбул);
- с 2024 —  «Зерен» (Анкара).

## Достижения

### С клубами
- 6-кратная чемпионка Турции — 2014, 2016, 2018, 2019, 2021, 2022;
  - серебряный (2015) и двукратный бронзовый (2017, 2023) призёр чемпионатов Турции.
- 5-кратный победитель розыгрышей Кубка Турции — 2014, 2018, 2021, 2022, 2023;
  - 3-кратный серебряный призёр Кубка Турции — 2011, 2015, 2017.
- 4-кратный обладатель Суперкубка Турции — 2013, 2014, 2017, 2021.
- 4-кратный победитель Лиги чемпионов ЕКВ — 2017, 2018, 2022, 2023;
  - двукратный серебряный (2016, 2021) и бронзовый (2015) призёр Лиги чемпионов ЕКВ.
- 4-кратная чемпионка мира среди клубных команд — 2013, 2017, 2018, 2021;
  - серебряный (2022) и бронзовый (2016) призёр клубных чемпионатов мира.

### Со сборными Турции
- бронзовый призёр Лиги наций 2021.
- чемпионка Европы 2023; 
  - серебряный (2019) и бронзовый (2017) призёр чемпионатов Европы.
- победитель Евролиги 2014.
- чемпионка Европейских игр 2015.
- серебряный призёр чемпионата мира среди старших молодёжных команд 2015.
- чемпионка Европы среди молодёжных команд 2012.
- чемпионка мира среди девушек 2011.
- чемпионка Европы среди девушек 2011.

### Индивидуальные
- 2014: MVP Евролиги.
- 2015: лучшая центральная блокирующая (одна из двух) чемпионата мира среди старших молодёжных команд.
- 2017: лучшая центральная блокирующая (одна из двух) клубного чемпионата мира.
- 2019: лучшая центральная блокирующая (одна из двух) чемпионата Турции.

## Личная жизнь
Муж (с 2016 по 2020) — гандболист Волкан Чалышкан. В период замужества Кюбра Акман выступала под двойной фамилией — Акман-Чалышкан.